# Katy Mayr Lubillo
Katy Mayr Lubillo (Barcelona, 29 de juny de 1943) és una esportista, nedadora de salvament i socorrisme, tècnica esportiva, àrbitra, professora i directiva catalana.
Filla de pare alemany i de mare espanyola, des de ben jove va començar a practicar diferents esports, com l'esquí, la natació i l'atletisme, probablement influenciada per la cultura paterna, ja que en aquella època no era gaire ben vist que les dones fessin esport. Des que l'any 1965 es va incorporar al Club Natació Catalunya, club que no ha deixat mai al llarg de la seva perllongada vida esportiva, va participar en diferents campionats de Catalunya i d'Espanya de natació, i també va participar i en diversos torneigs catalans, com la Copa Nadal de natació i les travessies a l'estany de Banyoles i també del Port de Barcelona i del Port de Tarragona. El 1967 s'inicià en salvament aquàtic i obtingué el títol de socorrista. Participà en nombrosos Campionats d'Espanya i de Catalunya i en tres Campionats del Món, els anys 1967, 1968 i 1969 a Salzburg, Trier i Roma respectivament, aconseguint diverses medalles tant a nivell individual com per equips. Concretament, l'any 1968 guanyà la medalla de bronze de natació en 200 metres amb obstacles al Campionat del Món de natació. En la mateixa competició assolí dues medalles per equips, una de bronze (1968) i una d'or (1969). Posteriorment fou entrenadora i àrbitra de natació i salts. Des del 1997 forma part de la junta directiva de la Federació Catalana de Salvament i Socorrisme.
Ben aviat es va interessar també per la docència i el mateix any es va treure el títol de monitora de natació compaginant la feina a l'oficina, l'esport i la docència infantil i per a adults. També va voler examinar-se d'àrbitra de natació i waterpolo, però li digueren que les dones no estaven capacitades per arbitrar els homes en partits i es va haver de conformar amb els títols d'àrbitra de natació i de salts de trampolí i de palanca.
Va treballar en diverses feines a escoles, com els Maristes La Immaculada de Barcelona, Reina Elisenda, Lycée Français de Barcelona, Escola Fabra d'Alella, i també al Club Nàutic de Vilassar de Mar, on ha impartit els seus coneixements esportius durant més de quatre dècades. Això li va permetre dedicar-se a l'esport i la docència. Més enllà de la natació, també començà a competir, dins la categoria màster, als campionats d'atletisme d'Espanya i d'Europa, aconseguint primers llocs en diverses curses, especialment en maratons i competicions de gran fons. L'any 1983 participà en la primera cursa femenina de 15 quilòmetres de recorregut, primer esdeveniment dedicat a les dones. A causa de la salut, va haver de reduir l'activitat esportiva, circumstància que aprofità per incrementar la seva activitat docent i com a dirigent esportiva, exercint de professora de natació, àrbitra de salvament, formadora de socorristes, i ocupà diversos càrrecs directius dins la Federació Catalana de Salvament i Socorrisme, entre altres organitzacions. Des de l'any 1997 compagina la seva tasca a la Secretaria General de la Federació Catalana amb algunes activitats esportives, com el Curs Internacional sobre l'Educació Física, a Cochabamba, a Bolívia, col·laboracions amb entitats que es dediquen a la rehabilitació i reinserció de joves afectats pel consum de droga i amb aportacions tècniques en diferents cursos i seminaris.
El 2008 va rebre el premi Dona i Esport Mireia Tapiador, en reconeixement de la seva tasca dins del món de l'esport i la docència esportiva.